# Кастелнуово (Арецо)
Кастелнуово је насеље у Италији у округу Арецо, региону Тоскана.
Према процени из 2011. у насељу је живело 487 становника. Насеље се налази на надморској висини од 262 м.